# Tristaniopsis rubiginosa
Tristaniopsis rubiginosa là một loài thực vật có hoa trong Họ Đào kim nương. Loài này được Teo ex P.S.Ashton mô tả khoa học đầu tiên năm 2005.